# Westerkwartiers
Het Westerkwartiers (Westerkertiers) is een Gronings Nedersaksisch dialect dat gesproken wordt in het Westerkwartier en in het oosten van de gemeente Noordoost-Friesland.

## Kenmerken
Van alle varianten van het Gronings lijkt dit dialect het meest op het Fries. 
Evenals het Fries bezit het Westerkwartiers geen werkwoorden met wederkerende voornaamwoorden, zoals zich wassen. Deze worden in het Westerkwartiers vertaald als hom wassen, terwijl in de rest van Groningen zuch wassen of zok wassen gebruikt wordt. Ook het woord voor in is in dit gebied ien, in uitspraak gelijk aan het Friese yn. Het Westerkwartier is namelijk het overgangsgebied van het Gronings naar het Fries. 
Door sprekers van het Hogelandsters wordt het Westerkwartiers ook wel Overdaips genoemd. Dit komt doordat het Westerkwartier over (aan de andere kant van) het Reitdiep ligt. Andersom duiden sprekers van het Westerkwartiers ook sprekers van het Hogelandsters daarom ook wel zelf als Overdaipsen aan.
Op sommige taalkaarten wordt het Westerkwartierse taalgebied aangeduid als Kollumerlands en vaak wordt het ook gezien als een apart dialect. De reden dat dit dialect anders benoemd wordt, is het feit dat het ook buiten het Westerkwartier/Groningen wordt gesproken, namelijk in de gemeente Kollumerland en Nieuwkruisland. Daar wordt het ook wel Zuid-Lauwerslands genoemd. Ook wordt het Westerkwartiers weleens verward met het Kollumerpompsters, dat ook in de gemeente gesproken wordt (Kollumerpomp), maar als een apart dialect wordt onderscheiden.
Daarnaast komt het woord huis als huus voor in delen van het Westerkwartier. Het Westerkwartiers is echter niet de enige variant van het Gronings waar huus wordt gebruikt, ook in de Veenkoloniën komt het voor (Hollandse expansie). Verscheidene woorden waar de rest van het Gronings (en de meeste Nedersaksische varianten) een oe voor kennen, komen in sommige plaatsen in het Westerkwartier terug als uu, zoals bijvoorbeeld het woord muis, zoals in het Veluws. Ook kent het Westerkwartiers in sommige plaatsen geen umlaut in bijvoorbeeld de woorden groen, geloven en zoeken.